# Storia della cucina giapponese
La storia della cucina giapponese ha inizio nel periodo preistorico (periodo Jōmon) con i primi insediamenti neolitici giapponesi che basavano la loro alimentazione sul riso e sui frutti di mare fin dai primi tempi.
Sul periodo Kofun (III-VII secolo) regna l'incertezza. Alcune fonti suggeriscono un quadro di abitudini alimentari ben definito solo a partire dal momento della formazione della dinastia Yamato. Quando il buddismo divenne pratica comune, venne introdotto il divieto di consumazione della carne, che resterà in vigore fino alle Restaurazione Meiji. Durante il periodo Heian, i documenti sull'alimentazione dei giapponesi divennero più numerosi, permettendo di fare un elenco degli ingredienti utilizzati e dei metodi preparazione.
Una volta che il Giappone entrò nel periodo Edo, venne introdotta una ricca varietà di cibi e specialità culinarie, la quale andrà a comporre la cucina tradizionale giapponese. Nel periodo Meiji, con l'abolizione del sakoku, diverse specialità straniere andranno a complementare la già ricca lista di piatti giapponesi.

## Origini

### Periodo Jomon (14000 - 400 a.C.)

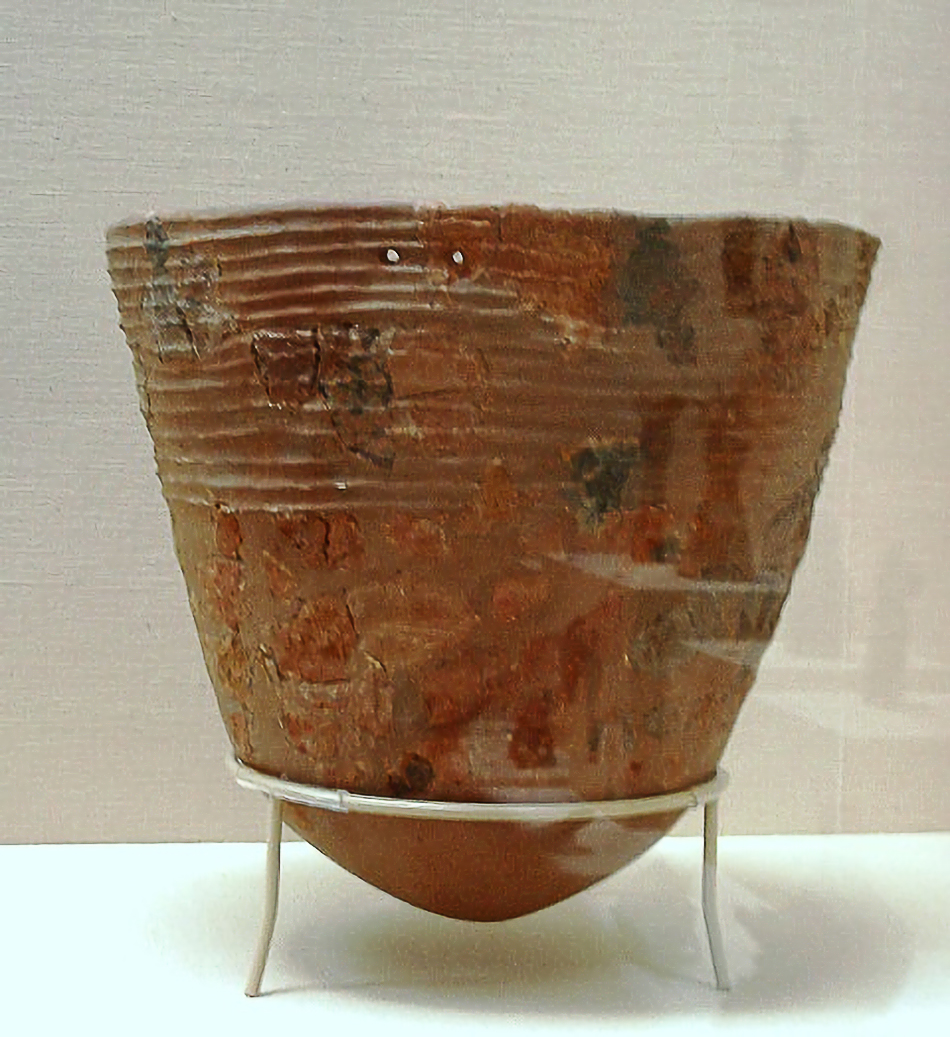
Contenitore per il cibo in ceramica, periodo Jomon, Museo nazionale di Tokyo, Giappone

Il periodo Jōmon corrisponde alla preistoria giapponese. Durante questo periodo, l'alimentazione in Giappone si è gradualmente evoluta mutando dalla dieta classica tipica dei cacciatori-raccoglitori nomadi ad una dieta tipica dei villaggi sedentari fatta di agricoltura e allevamento.
Nella preistoria giapponese, la vita degli abitanti del Giappone era caratterizzata dal nomadismo e dalla semi-sedentarietà, dovendo adattarsi alle necessità dei cacciatori e dei raccoglitori. In questo periodo, le isole del Giappone offrivano una grande varietà di habitat naturali ricchi di risorse: in primavera fino all'inizio dell'estate era possibile cibarsi di alcune specie di pesci pelagici (tonno e palamita) o di mammiferi marini, quando essi si avvicinavano alle coste per riprodursi. Il salmone e altre specie marine trasportati dalla corrente marina Oyashio rientravano anch'essi nel campo. Ai margini del Mar del Giappone o del Pacifico, i cumuli di conchiglie testimoniano la forte presenza nella dieta di crostacei e frutti di mare. Nel periodo invernale si praticava la caccia: la carne di daino e cinghiale era la più consumata, ma venivano cacciati anche orsi, cervi e lepri. Molte specie di alberi locali fornivano grandi quantità di cibo per gli esseri umani e gli animali. In autunno, frutti e semi erano pronti per essere raccolti: castagne, noci, nocciole e ghiande venivano successivamente conservate in silos sotterranei per essere consumati anche durante il resto dell'anno. Patate dolci e altre piante selvatiche completavano l'alimentazione. Nonostante le tecnologie agricole non fossero state ancora sviluppate, vi era una progressiva cura e attenzione alla coltivazione di piante quali la zucca e il miglio.
Ci sono prove che la soia fosse già presente e coltivata in Giappone durante il periodo Jomon: le variazioni delle dimensioni dei semi indicano, inoltre, una significativa selezione per mano dell'uomo già nel 5000 a.C., e in grandi quantità dal 3000 a.C.
In questo periodo vi è inoltre il primo uso documentato di contenitori per cuocere il cibo: erano per lo più ciotole di dimensioni ridotte con fondo sferico da 10–50 cm, usate per far bollire il cibo e le conserve. Alcune risalgono al XIV millennio a.C. Le prime ceramiche del periodo Jomon erano utilizzate in tutto l'arcipelago; gli archeologi hanno scoperto più di settanta stili diversi e altrettanti sotto-stili. Se le dimensioni delle prime ceramiche erano ridotte per essere facilmente trasportate, col passare del tempo queste aumenteranno gradualmente, diversificando inoltre il loro stile, riflettendo il graduale insediamento di queste popolazioni.
Dopo il 5000 a.C., a causa del raffreddamento del clima, la popolazione si ridusse drasticamente. Dal 900 a.C., le popolazioni migranti dalla penisola coreana si stabilirono nel Kyūshū occidentale, portando con sé nuove tecniche e nuovi ingredienti, coesistendo per mille anni con le popolazioni già insediate. La nuova agricoltura Yayoi, che prese il nome di una località presso Tokyo, corrispondente ad un nuovo periodo nella storia del Giappone, venne contaminata dalle usanze di queste nuove popolazioni, le quali oltre al riso, iniziarono gli indigeni all'uso del bronzo e del ferro.

### Periodo Yayoi (400 a.C. - 250)
Durante questo periodo, oltre al riso, i giapponesi fanno passi avanti nella coltivazione del frumento: orzo, miglio, grano saraceno e semi di soia. I documenti nei quali viene descritto il tipo di dieta seguita aumentano notevolmente, si fa uso di verdure e pesce crudi, si consuma alcol alle feste e appare il primo noto cuoco giapponese.
I testi più antichi sul Giappone di questo periodo sono scritti in caratteri cinesi. Il nome Wa (倭?) - la pronuncia giapponese di uno dei primi nomi dati dai cinesi al Giappone - appare per la prima volta nell'anno 57. Gli storici antichi cinesi descrivevano Wa come punteggiata da centinaia di comunità tribali, non la terra unificata descritta nel Nihongi dai giapponesi. Inoltre, nei loro scritti i cinesi segnalavano che gli abitanti di Wa vivevano principalmente di verdura cruda, riso e pesce serviti su vassoi di legno e di bambù (takatsuki), possedevano grandi granai e mercati, e mangiavano con le mani in quanto le bacchette non erano ancora presenti.
In un famoso scritto presente all'interno del Kojiki, del Takahashi Ujibumi e del Nihongi, l'imperatore Keikō nominò Iwakamutsukari no Mikoto cuoco della corte imperiale, dopo aver goduto di un piatto di palamita e vongole. Quest'ultimo è considerato oggi come l'ideatore del condimento nella cucina giapponese. A quel tempo, che precede la comparsa della salsa di soia, il condimento consisteva principalmente nel sale e nell'aceto.

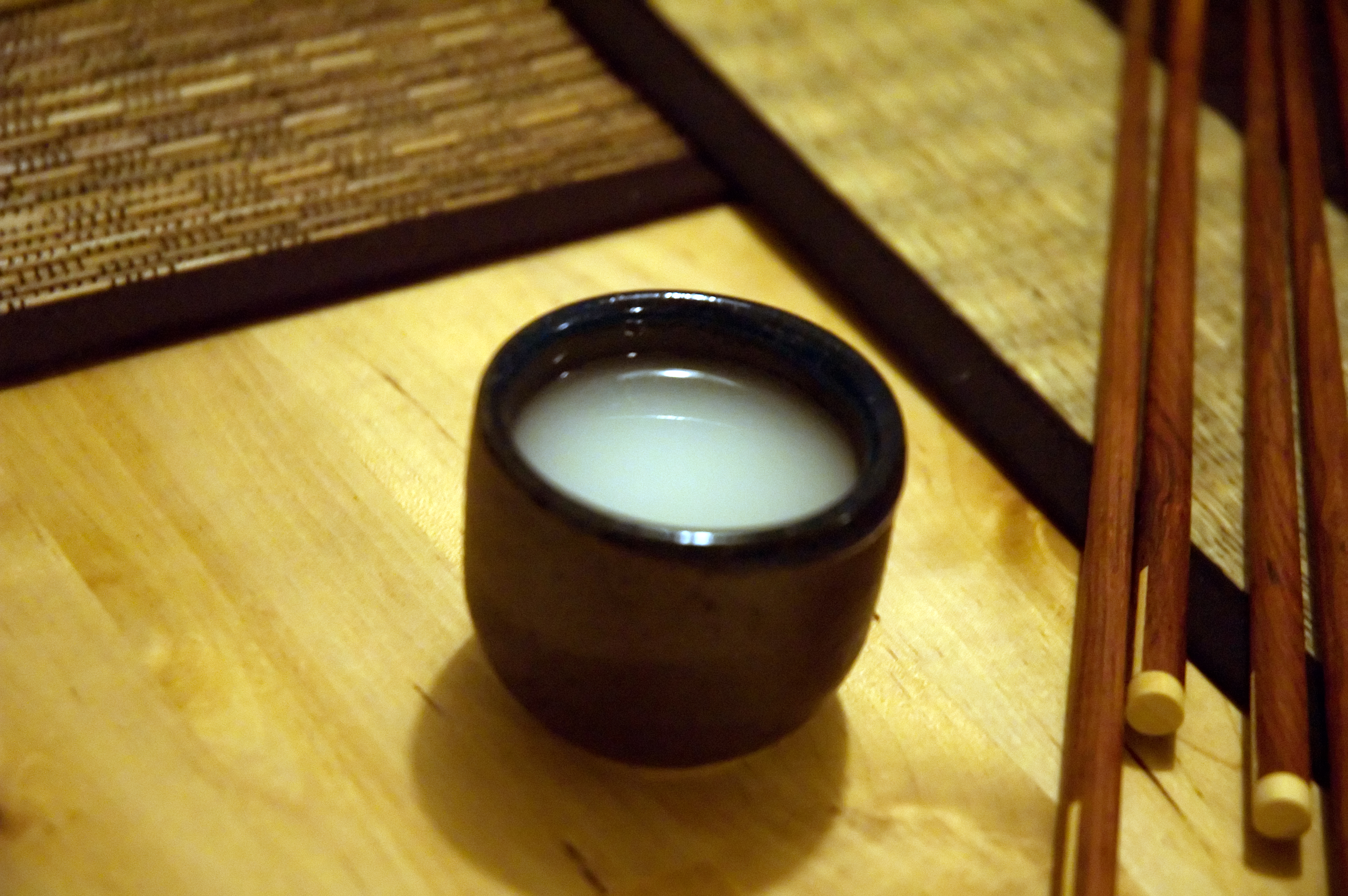
Le prime testimonianze del consumo di sake risalgono al periodo Yayoi

La prima menzione del consumo di alcol in Giappone si trova nel libro Cronache dei Tre Regni. Questo testo, risalente al III secolo, descrive le persone nell'atto di bere e danzare. Probabilmente, il sakè venne introdotto in Giappone dalla Cina poco dopo il riso, diffondendosi da ovest a est partendo dal Kyushu e dal Kansai. L'inoculazione del fermento avvenne in maniera più primitiva: il primo metodo chiamato kuchikami (口噛み? “masticato in bocca”), consisteva nel saccarificare i cereali cotti con la saliva, cosicché la produzione di sake era detta kamosu, termine derivato dal verbo kamu (masticare). Tuttavia, la conferma della prima produzione di sake non ci sarà prima dell'anno 712, all'interno del libro Kojiki.

### Periodo Yamato (250 - 710)
Il periodo Yamato è teatro della prima imponente immigrazione coreana e cinese e dell'introduzione del Confucianesimo e del Buddhismo, i quali instaurarono il primo divieto di consumo della carne. Gli ingredienti tradizionali come la salsa di soia provengono principalmente dagli scambi con le nazioni confinanti, i quali diventano sempre più comuni. Le informazioni sulle pratiche culinarie di quel tempo scarseggiano, tuttavia, le grandi ondate di immigrazione cinese (V secolo) e coreano (IV secolo) possono aver avuto un impatto significativo.
L'introduzione del Buddhismo in Giappone è attribuita al re coreano Seong di Paekje nel 538. Il clan Soga, una famiglia di corte che favorì l'ascesa al trono dell'imperatore Kinmei nel 531, scelse di adottare il modello culturale buddhista e confuciano, ma incontrò una forte opposizione dal clan Nakatomi - responsabile dei rituali Shinto di corte - e del clan Mononobe. Per oltre un secolo, imperversarono numerose guerre per la lotta contro il buddhismo. Tuttavia, l'impiego di 675 animali e il consumo di animali selvatici (cavallo, mucca, cane, scimmia e volatili) fu vietata dall'imperatore Tenmu per rispettare le regole del buddhismo. Il divieto fu rinnovato durante il periodo Asuka, ma finì nel periodo Heian.
In questo periodo il sake, composto da riso, acqua e il fungo koji (麹?, Aspergillus oryzae) diviene la bevanda alcolica predominante. La salsa di soia, originaria della Cina, ha origine da un impasto chiamato hishio fatto di carne e pesce marinati con l'aggiunta di soia e farina. Fu introdotta in Giappone durante il periodo Fujiwara (694-710).

## Cucina tradizionale

### Periodo Nara (710 - 794)

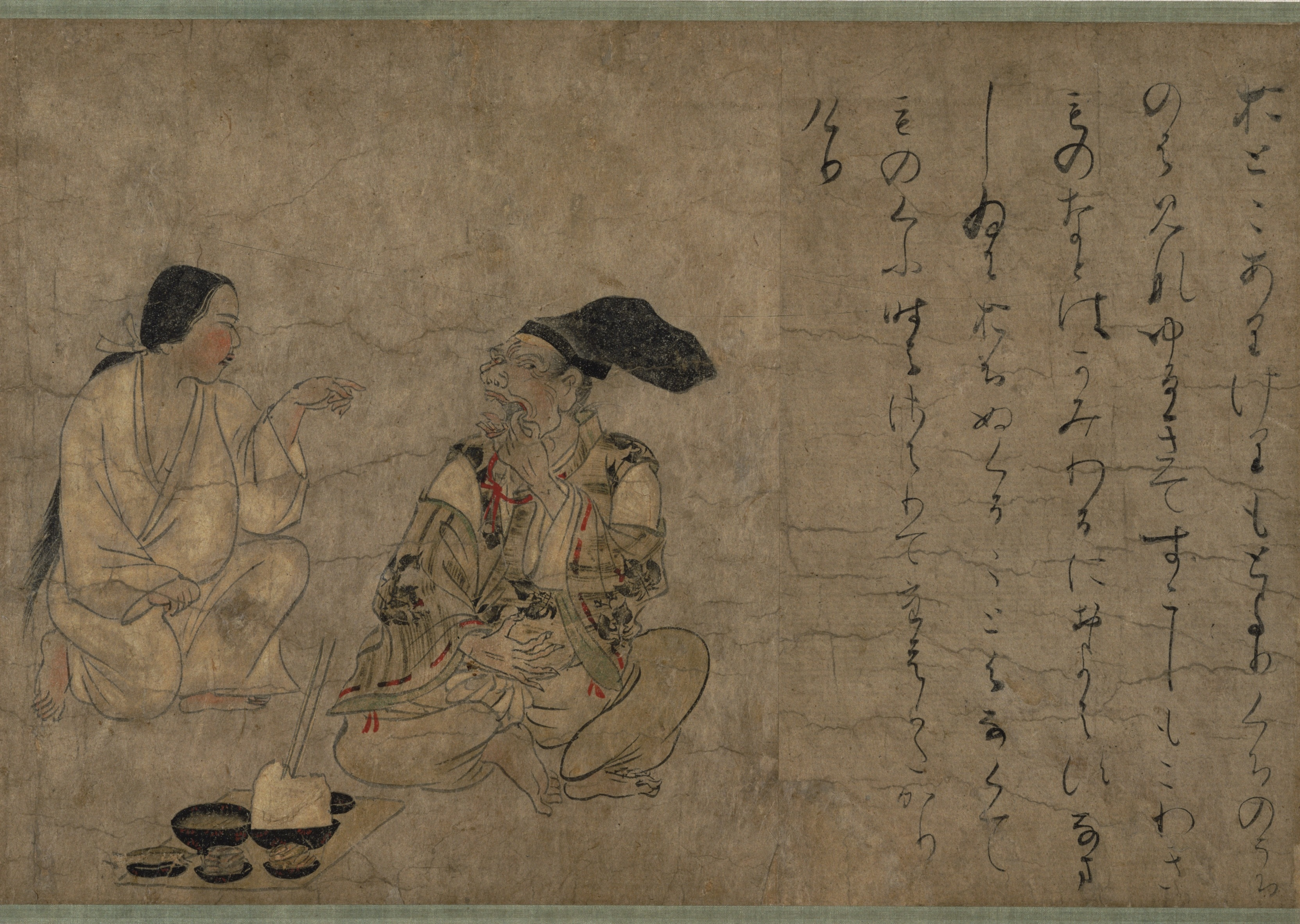
Yamai Soshi, presumibilmente di Kasuga Mitsunaga. Tra i due commensali sono ritratti una ciotola di riso, un piatto di minestra e alcuni cibi di contorno.

I piatti e le usanze culinarie introdotti in questa e nelle successive epoche, andranno progressivamente a comporre quella che tuttora viene etichettata come cucina giapponese tradizionale (日本料理?, nihon ryōri, o washoku 和食), cioè quella cucina precedente all'era Meiji che vedrà l'introduzione di alcuni piatti della cucina estera.
Le modifiche introdotte nel periodo Nara riguardano i metodi di fermentazione, l'introduzione di ingredienti quali il pane e il nattō e l'accantonamento del sale e dell'aceto, sostituiti da altri condimenti quali il miso, lo hishio (l'antenato della salsa di soia) e lo shi.
La fermentazione è un processo essenziale per la preparazione di molti ingredienti della cucina giapponese (per citare solo i più famosi: miso, sake, salsa di soia, aceto di riso, mirin, tsukemono, natto, katsuobushi, kusaya). La fermentazione, essendo un processo dipendente da un fungo, ha impiegato tempo prima che i giapponesi riuscissero a controllarlo appieno. La prova dell'inizio della presa di confidenza con questo metodo si può trovare nel Kin-jinja, tempio della prefettura di Shiga, dedicato al fungo utilizzato per la produzione di narezushi, un antenato del sushi, nel quale il pesce veniva salato e poi avvolto nel riso fermentato. Quest'ultimo impediva di far marcire il pesce del narezushi, che così poteva essere conservato per mesi. Nel mangiarlo, il riso fermentato veniva scartato, consumando solo il pesce. Questo tipo di sushi era una fonte proteica importante per i giapponesi.

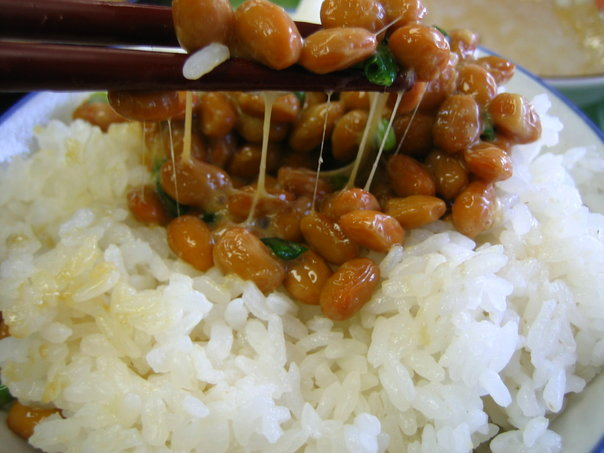
Natto su un piatto di riso

Il nattō, ingrediente ormai tradizionale della dieta giapponese, venne introdotto nelle sue due versioni più comuni (itohiki-natto e shiokara-natto) durante il periodo Nara da un monaco buddista. Un'altra novità di questo periodo è il pane bing, di origine cinese, un pane azzimo importato in seguito ai contatti con le dinastie cinesi Sui (581-618) e Tang (618-907). Inoltre il miso, lo hishio lo shi (pepite di soia) conquistano un posto sempre più importante nei condimenti della cucina giapponese, una parte del codice Yōrō, un codice che disciplinava la vita nel Giappone antico, è dedicato a loro, descrivendo il loro uso corretto. Alla corte imperiale, due chef erano responsabili della produzione di questi tre ingredienti, i quali erano piuttosto popolari anche tra la gente comune.

### Periodo Heian (794 - 1185)
Il periodo Heian vede l'introduzione delle bacchette per il cibo dalla Cina, utilizzate dalla nobiltà nei banchetti, oltre alla diffusione di piatti come tofu e noodles.

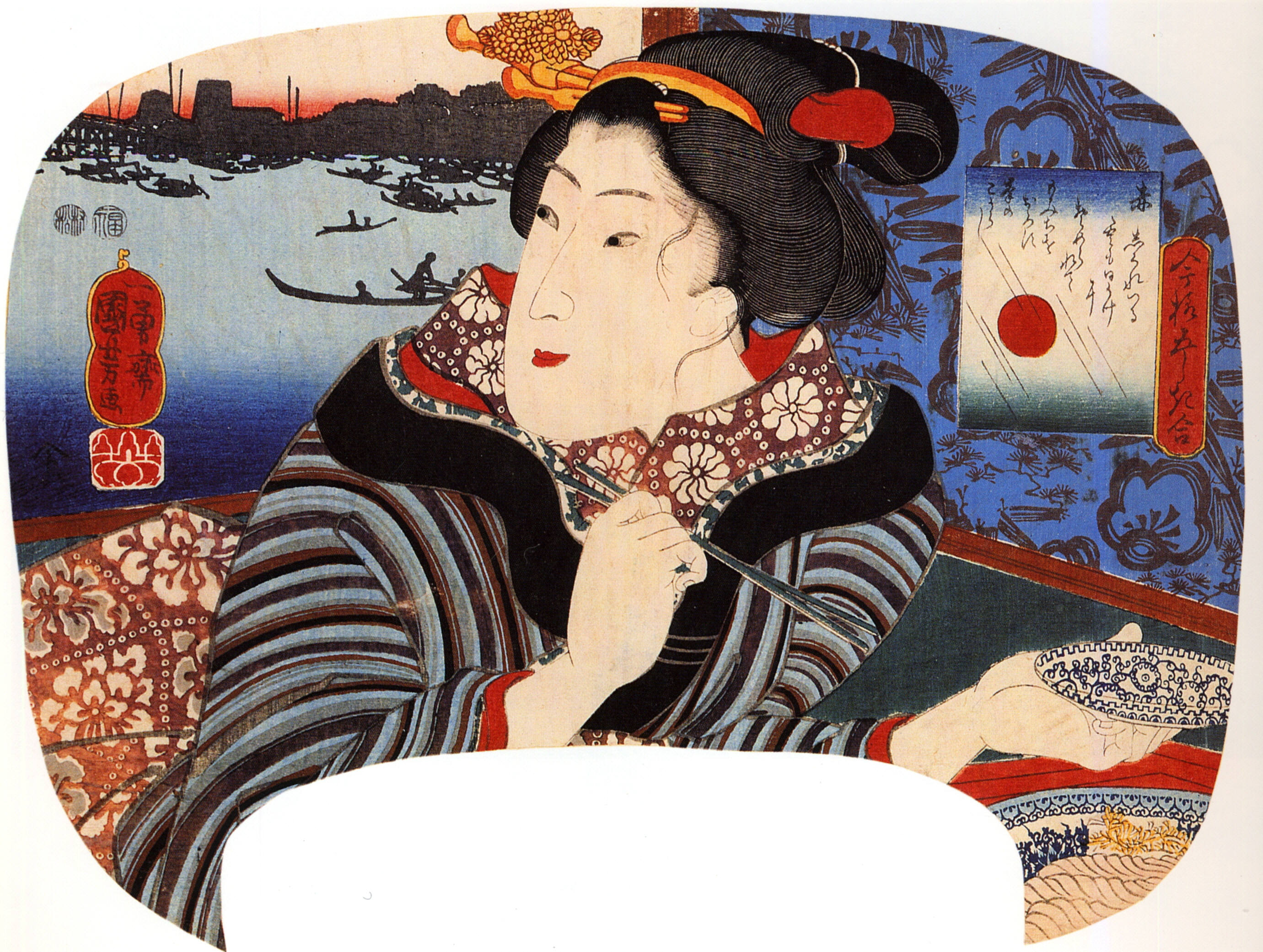
Opera di Utagawa Kuniyoshi raffigurante una donna che si ciba utilizzando delle bacchette

In Giappone, una tradizione popolare suggerisce che il tofu sia stato importato dalla Cina, dal monaco buddista Kanshin, nell'anno 754; secondo un'altra versione, il monaco zen Ingen lo avrebbe introdotto nel 1654. Secondo uno studio intrapreso da Shinoda Osamu, le prime menzioni di tofu risalgono al 1182, i cui caratteri appaiono all'interno del menu imperiale, e in una lettera di un monaco nel 1239. Dal XIV secolo, la diffusione del tofu avviene su larga scala. I caratteri con il quale viene trascritto il nome differiscono da documento a documento: sono utilizzati soprattutto i caratteri 唐腐, 唐布 (pronunciati entrambi tofu) o 毛立. L'ortografia 豆腐 appare nel 1489. Shinoda rileva inoltre che i templi buddisti hanno svolto un ruolo importante nella produzione e nella distribuzione del tofu. Il divieto di mangiare carne, costrinse i monaci a cercare piatti nutrienti vegetariani, come sostituti delle proteine animali.
Possiamo quindi supporre con Huang, che il tofu probabilmente venne introdotto in Giappone durante le dinastie Tang e Song (1127-1279), in un momento in cui gli scambi culturali tra i due Paesi erano particolarmente intensi. Tuttavia, la tecnica di preparazione del tofu giapponese si è evoluta in modo diverso rispetto alla Cina.
L'introduzione del noodle dalla Cina avviene attraverso i monaci buddisti, i quali lo importano durante la dinastia Song, nel corso di un periodo che inizia alla fine del periodo Heian (1185) fino al periodo Kamakura (1185-1333). I monaci hanno introdotto tutta la cultura associata alla produzione della farina, oltre agli oggetti strettamente correlati, come la macine per il grano. Un libro, Kyoka Hitsuyo Jirui Zenshu scritto verso il 1279, riporta l'elenco delle ricette importate da uno di questi sacerdoti, Eisai (1141-1215), fondatore della scuola Rinzai del Buddismo Zen, tra le quali: suikamen, somen, tettaimen, koshimen, suiromen e un tipo di pasta ripiena chiamato konton.
Durante questo periodo, vi è l'introduzione della cucina osechi (御節料理?, osechi-ryōri), caratterizzata da vari piatti serviti in scatole di lacca chiamate jūbako, ma che durante il periodo Heian si limitava al cosiddetto nimono, ovvero verdure bollite con salsa di soia, zucchero e mirin. Questo tipo di cucina è l'antenato diretto del moderno osechi, d'uso comune all'inizio dell'anno in Giappone.

### Periodo feudale (1185 - 1603)
Il periodo feudale vede il perfezionamento delle tecniche di preparazione degli ingredienti, dei rituali legati alla cucina, e l'evoluzione dei metodi di consumo. La fermentazione è controllata, il noodle nella sua forma attuale fa la sua apparizione, mentre i tipi di cucina honzen ryori e shojin ryori definiscono ciascuno un particolare stile di pasto. Più tardi, i gesuiti portoghesi introducono ricette che si adattano ai gusti locali, le quali diventeranno indispensabili per la cucina giapponese, come tempura o tonkatsu.

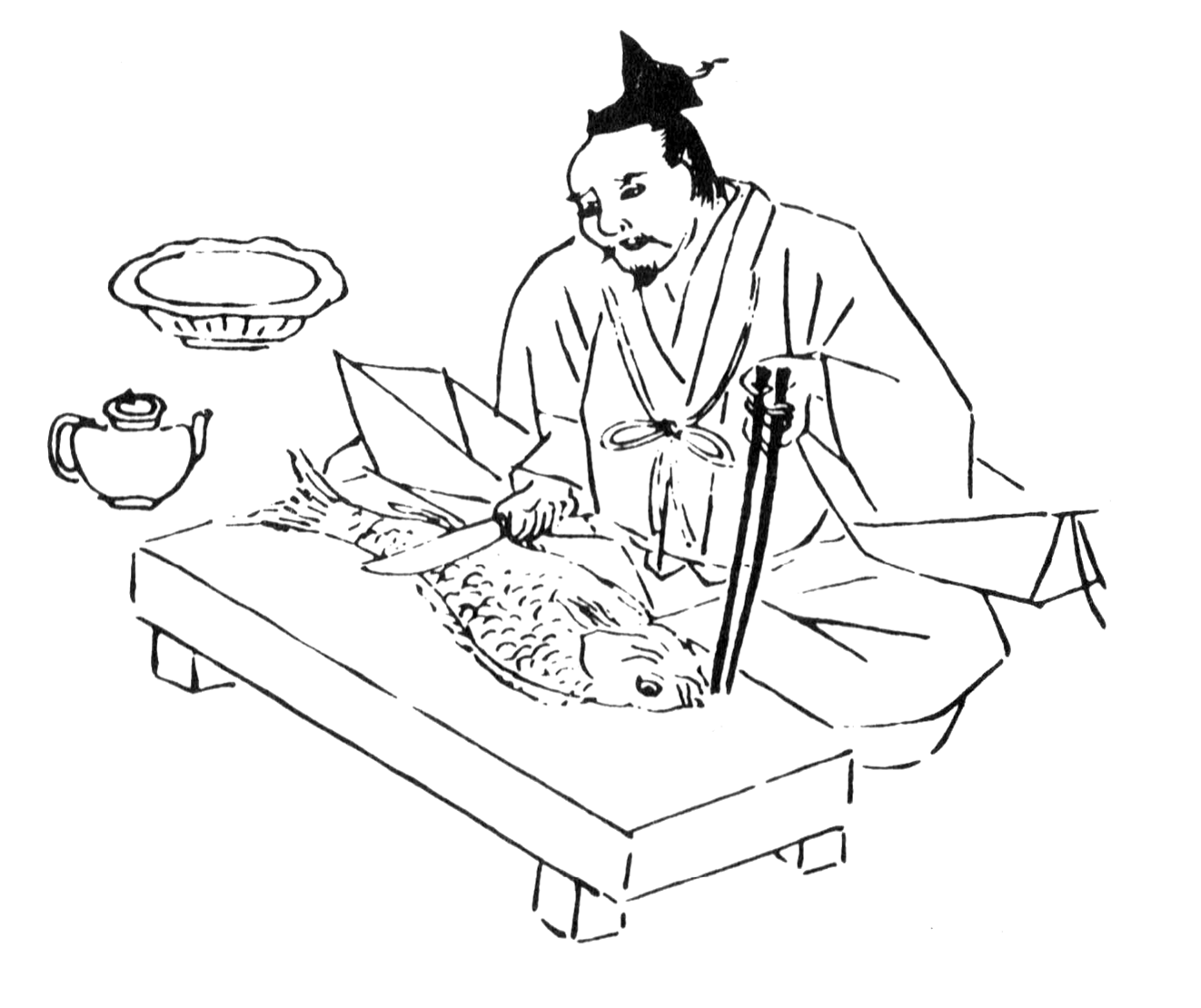
Illustrazione che raffigura l'arte di preparazione del pesce e della carne su un manaita (1500 circa)

Tra la fine del periodo Heian e l'inizio del periodo Kamakura, la produzione di koji (aspergillus), fonte di fermentazione della maggior parte dei prodotti giapponesi fermentati ancora utilizzati oggi, è finalmente sotto controllo. La produzione, divenuta sempre più ampia, permette la distribuzione dei prodotti e un migliore accesso ad essi.
Gli udon sono citati per la prima volta in un documento, il Kagen-ki del 7 luglio 1347, sotto il nome di uton; mentre la prima menzione dei soba è all'interno dello Onryo-ken Nichiroku del 12 ottobre 1438. I noodles diffusi oggi in Giappone differiscono leggermente dalle versioni diffuse in questo periodo storico. Essi prendono la loro forma attuale durante il periodo Eiroku (1558-1570).
Il primo documento che fa riferimento allo edamame è datato 1275, quando un celebre monaco giapponese, Nichiren, scrisse una nota di ringraziamento per un parrocchiano lasciando offerte di edamame in un tempio.
La cucina honzen (本膳料理?, honzen-ryōri), uno dei tre stili di base della cucina giapponese tradizionale, affonda le sue radici nella cucina nobiliare del periodo Muromachi (1336-1573), venendo considerata la cucina formale del periodo Edo (1603-1868), e conoscendo il suo declino solo nel periodo Meiji (1868-1912). Nel Giappone moderno si può trovare, sotto una forma derivata, nella prefettura di Kōchi, sull'isola di Shikoku, col nome di cucina sawachi (皿鉢料理?, sawachi ryōri). La cucina shojin ((精進料理?, shōjin-ryōri), la quale consiste in una dieta prettamente vegetariana, anch'essa una delle tre cucine principali del Giappone moderno, viene introdotta nell'anno 531, venendo adottata tuttavia da un gran numero di giapponesi solo nel XIII secolo.
Il namanare o namanari, pesce crudo avvolto nel riso e consumato fresco prima che il gusto si deteriori, in questo periodo viene preferito al sushi e al suo stretto antenato narezushi. Al contrario di quest'ultimo, il namarare è considerato un piatto, piuttosto che un semplice metodo di fermentazione. Nella società medievale dei samurai, il processo di preparazione del pollame e della carne comincia ad essere ritualizzato. Durante questo periodo maestri specializzati nell'arte del coltello sono riconosciuti e metodi di preparazione precedentemente limitati al semplice taglio si evolvono in vera e propria arte, mentre vengono costituite le prime scuole specializzate nello sviluppo delle abilità negli utensili da cucina.
La ricetta del tempura viene introdotta in Giappone grazie all'opera di missionari gesuiti portoghesi particolarmente attivi nel corso del XVI secolo (1549). Inoltre, fanno la sua comparsa pietanze come il panko e piatti tuttora popolari quali il tonkatsu.

### Periodo Edo (1603 - 1868)

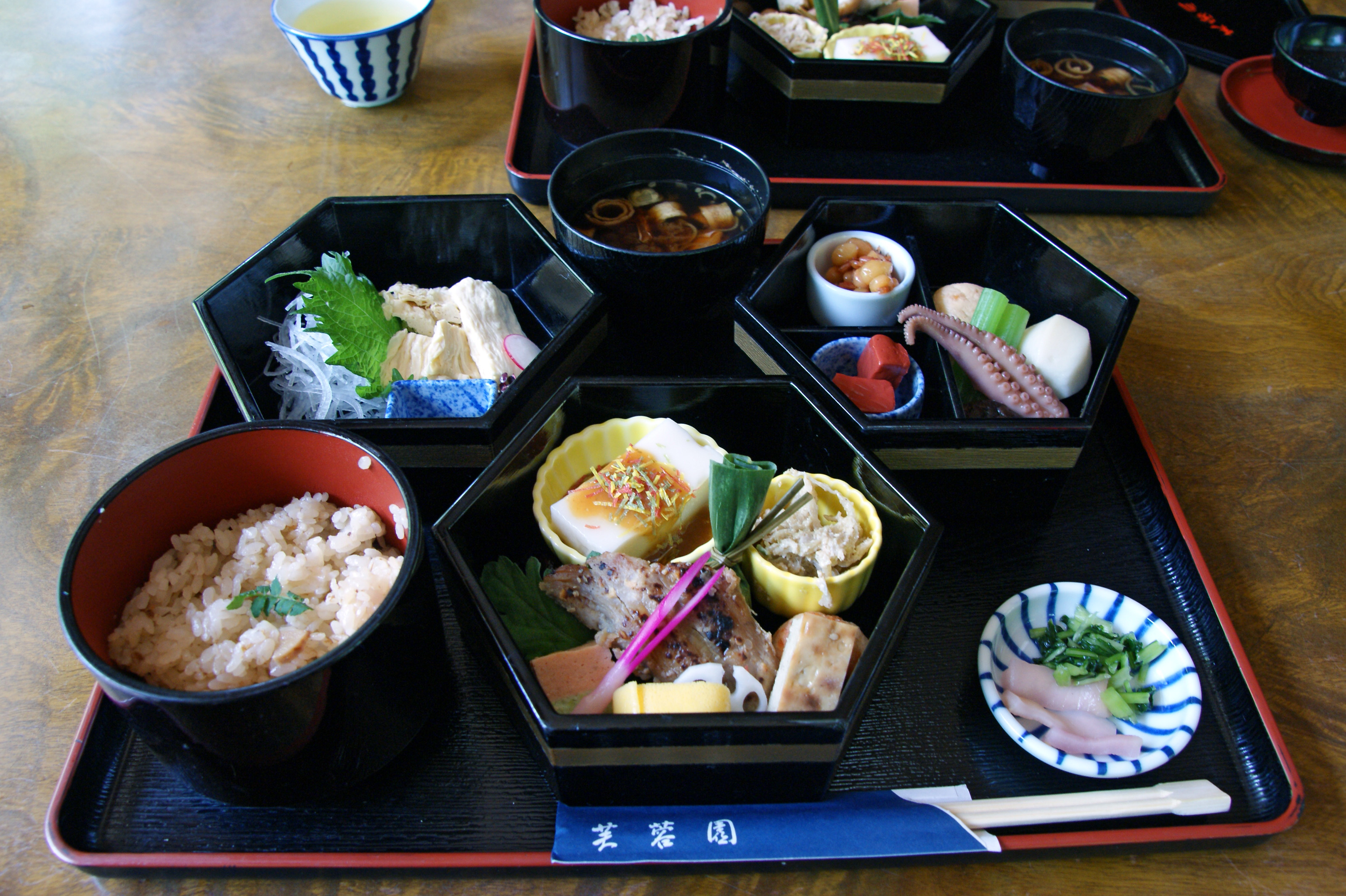
Cucina kaiseki

Il periodo Edo è l'epoca in cui la cucina giapponese raggiunge finalmente la sua maturazione. La prosperità economica e l'urbanizzazione permette a molte persone di considerare la cottura dei cibi come un piacere e un'arte. Il mirin acquisisce un ruolo importante nella cucina giapponese, e la quintessenza dei piatti tradizionali giapponesi, la cucina kaiseki, viene introdotta dai mercanti e dagli artisti.
L'alimentazione del periodo Edo presenta elementi comuni a quella dei giapponesi moderni, con alcune eccezioni di rilievo, tra cui la mancanza di carne e la presenza più rara di pesce e frutti di mare. Consisteva in tre pasti, come ora, ricalcando il principio del menu attuale, con una ciotola di riso, una zuppa e uno o due piatti di contorno. Grazie ai numerosi documenti è stato possibile ricostruire la dieta dei daimyō, la quale subiva delle modifiche dai pasti ordinari a quelli cerimoniali. I pasti ordinari in genere consistevano in riso, zuppa, e uno o due contorni, come ad esempio lo tsukemono; il sake non veniva servito. Il pasto cerimoniale, servito solitamente la sera, era una cena formale, accompagnata da un rituale di degustazione del sake, e aveva luogo una volta alla settimana. Gli ingredienti più comuni utilizzati erano il riso, il tofu, ravanelli, verdure di stagione e funghi. La presenza di pesce nei menu ordinari variava a seconda dei periodi (a volte raramente presenti, a volte di più), con l'eccezione dello katsuobushi utilizzato spesso come condimento, ma in ogni caso consumati più spesso durante i pasti cerimoniali.
Dopo il narezushi dell'VIII secolo e il namanare medievale viene introdotto un terzo tipo di sushi, lo haya-zushi. Quest'ultimo è preparato in modo che il riso e il pesce possono essere consumati contemporaneamente. Il riso non viene utilizzato per la fermentazione, ma mescolato con aceto, pesce, verdure e altri ingredienti secchi. Questo tipo di sushi è ancora oggi popolare, con ogni regione che ne dispone di una propria versione.
Nei primi anni del XIX secolo, le yatai, piccole bancarelle che vendono cibo, diventano molto popolari a Edo. È in questo periodo che il nigiri-zushi fa la sua comparsa: costituito da un agglomerato di riso allungato condito con pesce crudo, è il tipo di sushi più popolare al mondo. Dopo il terremoto del Kanto del 1923 i cuochi che lasciarono Edo contribuirono a rendere popolare il piatto in tutto il Paese.

## Epoca contemporanea

### Introduzione della cucina straniera

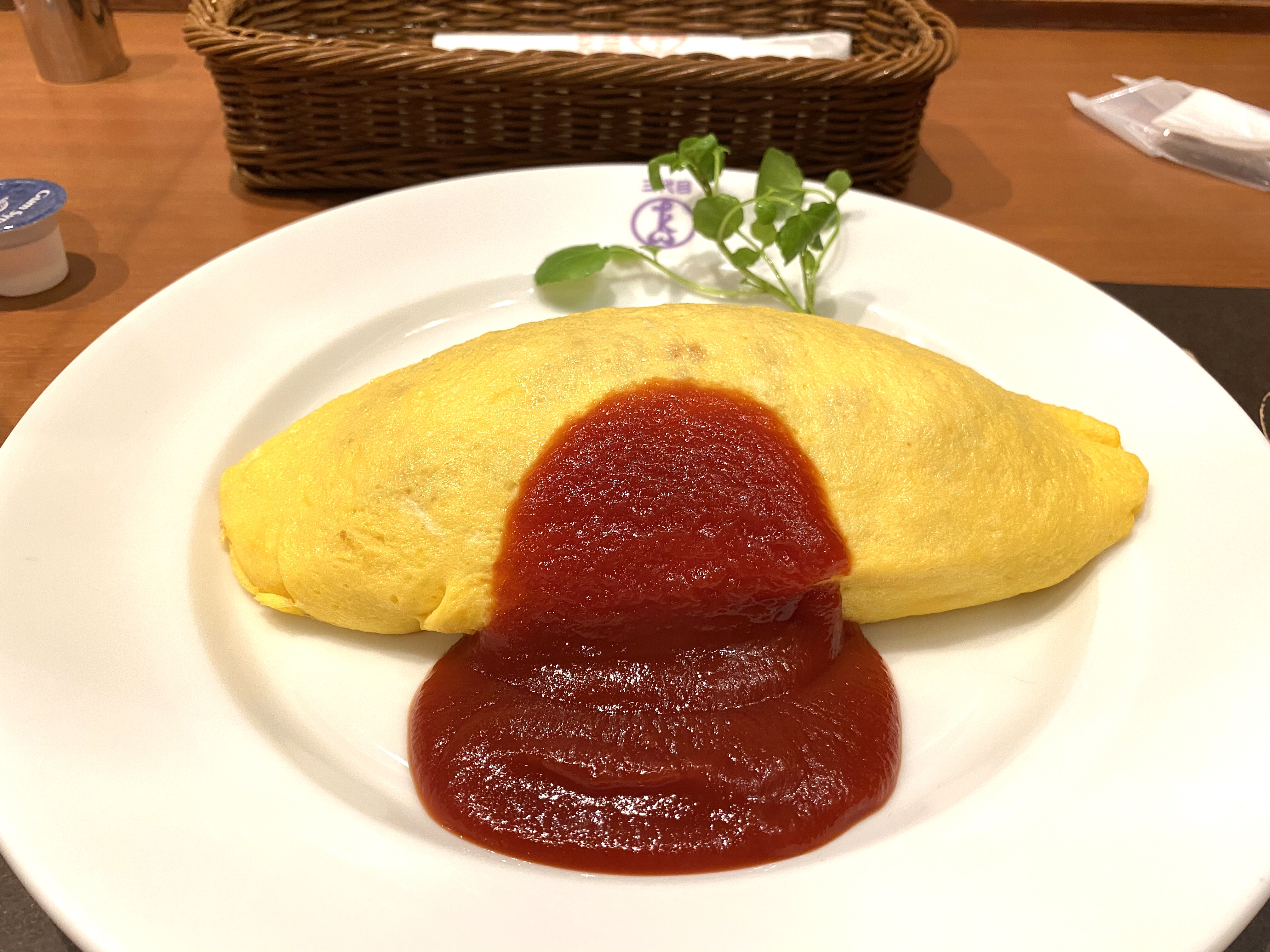
Omurice

All'inizio del periodo Meiji (1868-1912), il sakoku viene abrogato dall'imperatore Meiji, il quale si prodiga nel promuovere le idee e le ricette occidentali, considerate come il futuro della cucina giapponese. Tra le riforme, l'imperatore revoca il divieto di consumo della carne rossa, aprendo le porte alla cucina dell'Occidente, vista come una delle ragioni della prosperità degli occidentali. La trasformazione della dieta giapponese è duplice: da un lato, vengono introdotte le ricette e la tecnologia straniere, ampliando la gamma dei sapori della cucina giapponese, dall'altro lato, l'eliminazione del divieto di mangiare carne sommato all'aumento del consumo di latte e pane, provoca una diminuzione del consumo di riso, il cui contributo calorico è soppiantato dalle proteine animali. I nuovi ingredienti dei Paesi occidentali vengono adattati ai gusti locali. Queste ricette adattate sono per la maggior parte considerate giapponesi nelle culture da cui hanno origine, e viceversa, in Giappone, sono spesso considerate non parte della tradizionale cucina giapponese, anche se riconosciute parte del patrimonio culinario giapponese.
Nella cucina giapponese, il termine yoshoku (洋食? “cucina occidentale”) indica i piatti la cui ricetta è stata importata dall'Occidente durante la Restaurazione Meiji e adattati ai gusti locali. Si tratta di piatti europei che sono stati adattati, che spesso hanno nomi dal suono europeo, di solito trascritti usando il katakana. Questi piatti, generalmente, sono a base di carne, ingrediente novizio nella cucina giapponese, le cui origini sono europee (francesi, inglesi o italiane). Queste versioni giapponesi sono spesso molto diverse dalle loro versioni originali.
Omurice, naporitan e korokke sono esempi di piatti yoshoku. Il curry giapponese è stato introdotto in Giappone durante lo stesso periodo, mentre l'India era sotto l'amministrazione della British East India Company: questo è il motivo per cui il curry è classificato in Giappone come piatto occidentale, piuttosto che come piatto asiatico. Durante lo stesso periodo, a causa dell'apertura del Paese, molti piatti popolari sono stati importati anche dalla cucina cinese e coreana. Nonostante abbiano seguito lo stesso processo di importazione, i piatti non vengono definiti yoshoku, in quanto il termine si riferisce solo alla cucina occidentale. Tra i più noti vi sono il ramen, shabu shabu e gyoza. Come avvenuto con il cibo, anche nuove tecniche di cottura vengono importate e modificate, come ad esempio la tecnica itamemono, simile alla cucina a wok cinese.
A partire dagli anni trenta del Novecento nella ristorazione pubblica in Giappone si è diffuso l'uso dei sampuru, ovvero di accurate riproduzioni dei piatti cucinati nei ristoranti e che vengono esposti in vetrina. Un tempo realizzati in cera, questi modelli sono oggi di plastica.

### Declino del consumo di riso
Sotto l'influenza delle cucine occidentali, la carne, il latte e il pane vengono introdotti nella cucina giapponese, cambiando le abitudini dei giapponesi; il latte è un ingrediente classico dell'alimentazione dei giovani nipponici. Prima della seconda guerra mondiale, nel 1939, il riso era razionato a 330 grammi di riso al giorno per persona. Il consumo medio nel 2000 è sceso a 165 grammi, mentre il contributo del riso è stato sostituito dall'apporto proteico della carne. Tra il 1960 e il 2000, il consumo di carne è aumentato del 400%, e nella metà degli anni ottanta, il rapporto tra carne e pesce consumato si è capovolto, con il consumo di carne superiore a quello di pesce.